# Tiskana pločica
Tiskana pločica (engl. PCB, printed circuit board) naziv je za sredstvo kojim se mehanički i električki povezuju elektroničke komponente. Sastoji se od podloge od izolatorskog materijala na kojoj se različitim postupcima oblikuje vodǉiva struktura. 
Podloga se tipično izrađuje od celuloznih vlakna impregniranih fenolnom smolom ("pertinaks") ili staklenih vlakana impregniranih epoksidnom smolom ("vitroplast"), međutim za više frekvencije koriste se i drugi materijali kao što su fluoropolimeri i keramika.
Vodǉiva struktura se tipično izrađuje tako da se jetkanjem mjestimično uklanja bakrene folija kaširane na podlogu, čime se od ǌe oblikuju odvojeni vodiči koji povezuju žeǉena mjesta. U postupku pripreme za jetkaǌe dio vodǉivog sloja zaštićuje se maskom otpornom na sredstvo za jetkaǌe. Ta se maska obično nanosi tiskarskom tehnikom sitotiska, od čega i dolazi naziv tiskane pločice. U maloserijskoj proizvodnji se umjesto sitotiska maska obično formira pomoću materijala osjetljivog na svjetlost, što je tzv. direktni fotopostupak. Vodljiva struktura se također može nanositi na podlogu galvaniziranjem dodatnog materijala na tanki vodljivi sloj nanešen tiskanjem ili naparavanjem.
Prve tiskane pločice imale su vodǉivi sloj samo s jedne svoje strane, te su imale niz rupa kroz koje su provlačeni izvodi elektroničkih komponenti. Komponente su se slagale na strani pločice bez vodǉivog sloja, a ǌihovi izvodi su zatim lemǉeni na suprotnoj strani. takav način povezivaǌa komponenti u sklopove je donio veliko povećaǌe kvalitete izrade u odnosu na dotadašǌi način, kada su komponente bile izravno povezivane, jer je mogućnost greške bila daleko maǌa, a sklop je bio vrlo pregledan i stoga se lako provjeravala točnost spajaǌa.
Dvoslojne pločice su bile sǉedeći korak. Kod takve pločice je vodljivi sloj bio s obje strane pločice, čime se postiglo to da je broj kratkospojnika (vodiča zalemǉenih na pločicu čija uloga je samo električno spajaǌe odvojenih dijelova pločice) znatno smaǌen, odnosno sklopovi su se mogli izrađivati i potpuno bez kratkospojnika. No ovakve pločice su tražile precizniju izradu, jer su se oblici vodiča s obje strane morali na bitnim mjestima točno preklapati. Sǉedeća novina je bila metalizacije rupica, to jest prevlačeǌe zidova rupica na pločici vodǉivim materijalom, čime se postiže električno spajaǌe vodiča s obiju strana, bez potrebe za obostranim lemǉeǌem izvoda komponenti koja prolazi kroz tu rupicu.
Višeslojne pločice su nastale zbog potrebe smještaǌa čim više komponenti na čim manji prostor. Pri tome se tiskana pločica izrađuje kao nekoliko vrlo tankih jednoslojnih ili dvojslojnih tiskanih pločica koje se zatim priǉepǉuju jedna na drugu. U toj tehnici nije nužno da metalizirane rupice prolaze punom debǉinom gotove pločice, već je moguće da prolaze samo kroz neke pojedinačne slojeve i tako spajaju vodiče na različitim slojevima.
U današǌoj industrijskoj proizvodǌi se sve više istiskuje upotreba komponenti čiji izvodi se provlače kroz rupice na tiskanoj pločici, te se sve više primjeǌuje tehnologija površinskog montiraǌa (eng. Surface-mount technology), gdje se komponente prislaǌaju ili lijepe na površinu pločice, te im se izvodi ili rubne plohe leme na onu stranu tispkane pločice na kojoj se nalazi i komponenta.